# Liste de points extrêmes de l'Arménie

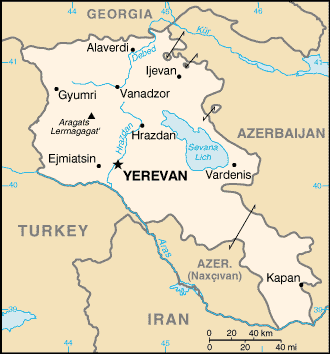
Carte de l'Arménie

Voici une liste de points extrêmes de l'Arménie.
Note : cet article ne prend pas en compte la région du Haut-Karabagh, séparatiste de l'Azerbaïdjan, sans prendre position sur le statut de celle-ci.

## Latitude et longitude
- Nord : Tavush (41° 17′ N, 45° 00′ E)
- Sud : Syunik (38° 49′ N, 46° 10′ E)
- Ouest : Shirak (41° 05′ N, 43° 27′ E)
- Est : Syunik (39° 13′ N, 46° 37′ E)

## Altitude
- Maximale : Aragats, 4095 m (40° 55′ N, 44° 12′ E)
- Minimale : rivière Debed, 400 m